# Magda Lupescu
Magda Lupescu (nascida Elena Lupescu; Iași, 15 de setembro de 1895 – Estoril, 29 de junho de 1977), mais conhecida como Magda Lupescu, foi amante e mais tarde esposa do rei Carlos II da Romênia.
Detalhes precisos da vida de Lupescu são muitas vezes difíceis de determinar. Isto é devido em parte às circunstâncias de tempo e lugar, em parte a erros não intencionais e erros tipográficos, e em parte a mentiras deslavadas e mistificações por seus amigos e inimigos, e por si mesma.

## Família
Elena Lupescu era filha de Elise (ou Eliza) e Nicolae Lupescu, um boticário. Sua mãe, nascida Falk, era uma judia de origem austríaca que se converteu à Igreja Católica Romana antes de seu casamento. Diversos autores concordam que Nicolae Lupescu nasceu judeu e trocou seu sobrenome após sua conversão à Igreja Cristã Ortodoxa, a religião oficial da Romênia. Existem três versões diferentes quanto ao seu sobrenome antes da conversão, que poderia ser Grünberg (com variações de grafia, como "Grunsberg", "Grumberg", etc.) ou Wolff (com a variante "Wolf") ou mesmo mudado de Grünberg para Wolff. A última hipótese é a mais comumente aceita, embora a primeira seja a mais provável. O apelido de "Magda", pelo qual ela ficou conhecida mais tarde é obscura. De acordo com a própria Elena, seria um erro de um jornalista italiano; mas de acordo com uma versão alternativa, "Magda" era, na época, uma gíria usada em Bucareste que significava "prostituta aposentada".